# Singapore thuộc Anh
Thuộc địa Singapore là thuộc địa vương thất Anh, từng tồn tại từ năm 1946 đến 1963, khi Singapore còn là một bộ phận của Malaysia. Khi Nhật Hoàng đầu hàng các nước Đồng Minh hồi Thế Chiến thứ II, hòn đảo rơi lại vào tay nước Anh năm 1945. Năm 1946, Các khu định cư Eo biển đã tan rã, Singapore cùng với Quần đảo Cocos (Keeling) và đảo Giáng sinh trở thành thuộc địa Vương thất Anh. Thuộc địa Singapore đặt dưới sự cai trị của Đế quốc Anh cho đến khi nó giành được quyền tự trị nội địa bán phần vào năm 1955.

## Lịch sử

### Sau giai đoạn chiến tranh: trở lại của Anh
Sau khi Nhật Bản đầu hàng các đồng Minh vào ngày 15 tháng 8 năm 1945, đó là một trạng thái của tình trạng bừa bãi ở Singapore, như các Anh đã không đến để mất kiểm soát, trong khi người Nhật chiếm đóng đã có một suy yếu đáng kể giữ hơn dân và trả thù giết chết đã được phổ biến rộng rãi.
Sau khi Nhật Bản đầu hàng quân Đồng minh vào ngày 15 tháng 8 năm 1945, có một sự bất thường ở Singapore, bởi vì Anh chưa đến để kiểm soát, trong khi quân xâm lược Nhật Bản đã suy yếu trong mắt người dân. Sự cố của cướp bóc và giết người trả thù trên tràn lan.

### Thuộc địa
Vào ngày 1 tháng 4 năm 1946, các quốc gia Eo biển bị giải thể và Singapore trở thành thuộc địa vương thất với một chính phủ dân sự do một Thống đốc đứng đầu và tách khỏi bán đảo Mã Lai. Vào tháng 7 năm 1947, Hội đồng Hành pháp và Lập pháp được thành lập riêng và các điều khoản đã được đưa ra để cho phép bầu sáu thành viên của Hội đồng Lập pháp vào năm sau.

### Sáp nhập với Mã Lai
Thất bại của người Anh khi bảo vệ Singapore đã phá hủy uy tín của họ với tư cách là những người cai trị vĩ đại trong mắt người dân địa phương ở Singapore. Vài thập kỷ sau và trong chiến tranh, đã có một cuộc phục hưng chính trị trong dân chúng địa phương và cũng là sự trỗi dậy của một phong trào dân tộc và chống thực dân, bao gồm cả lời kêu gọi độc lập. Vương quốc Anh đã sẵn sàng để bắt đầu một chương trình tăng dần chính quyền tự trị cho Singapore và Mã Lai. Thuộc địa vương miện này đã bị giải thể vào ngày 16 tháng 9 năm 1963 khi Singapore trở thành một phần của Malaysia, chấm dứt 144 năm cai trị của Anh trên đảo.
Ngày 9/8/1965, Singapore chính thức rời Malaysia để trở thành một nước Cộng hòa Singapore độc lập, do những tranh chấp chính trị và kinh tế.

## Quản trị
Vào ngày 1 tháng 4 năm 1946, thuộc địa Singapore được thành lập với các đảo Cocos-Keeling, đảo Natal và Labuan sau khi giải thể các quốc gia Eo biển. Là một thuộc địa vương miện, Singapore được thừa hưởng một cấu trúc tổ chức phân cấp từ chính quyền của các quốc gia Eo biển với một thống đốc, đi cùng với Hội đồng tư vấn điều hành, Hội đồng lập pháp và Hội đồng thành phố. Vào tháng 7 năm 1946, Labuan trở thành một phần của Thuộc địa vương thất Bắc Kalimantan.. Quyền của Quần đảo Cocos (Keeling) được chuyển đến Úc vào năm 1955. Chính quyền của đảo Natal cũng được chuyển đến Úc vào năm 1957 theo yêu cầu của chính phủ Úc.

## Thống đốc Singapore (1946–1959)
Thống đốc Singapore cai trị Singapore. Những người đàn ông giữ vị trí này cai quản Thuộc địa của Singapore từ năm 1946 đến 1959, thay mặt cho Văn phòng Thuộc địa cho đến khi Singapore giành được quyền tự trị vào năm 1959, nơi Văn phòng Thống đốc bị bãi bỏ.
| # | Thống đốc | Thống đốc                             | Nhiệm kỳ            | Nhiệm kỳ            |
| # | Thống đốc | Thống đốc                             | Bắt đầu             | Kết thúc            |
| - | --------- | ------------------------------------- | ------------------- | ------------------- |
| 1 |           | Franklin Charles Gimson, KCMG KStJ    | 1 tháng 4 năm 1946  | 20 tháng 3 năm 1952 |
| – |           | Wilfred Lawson Blythe, CMG (Tạm thời) | 20 tháng 3 năm 1952 | 1 tháng 4 năm 1952  |
| 2 |           | John Fearns Nicoll, KCMG KStJ         | 21 tháng 4 năm 1952 | 2 tháng 5 năm 1955  |
| – |           | William Goode, GCMG KStJ (Tạm thời)   | 2 tháng 5 năm 1955  | 30 tháng 5 năm 1955 |
| 3 |           | Robert Brown Black, GCMG OBE          | 30 tháng 5 năm 1955 | 9 tháng 12 năm 1957 |
| 4 |           | William Goode, GCMG, KStJ             | 9 tháng 12 năm 1957 | 3 tháng 5 năm 1959  |

- Bose, Romen, "KẾT THÚC CHIẾN TRANH: Giải phóng Singapore và hậu quả của Chiến tranh thế giới thứ hai", Marshall Cavendish, Singapore, 2005